# Metlatonoc
Metlatónoc è un comune del Messico, situato nello stato di Guerrero, il cui capoluogo è la località omonima.
La municipalità conta 18.976 abitanti (2010) e ha un'estensione di 610,35 km².